# Định lý Stewart
Trong hình học Euclid, định lý Stewart là đẳng thức miêu tả mối quan hệ độ dài giữa các cạnh trong tam giác với đoạn thẳng nối một đỉnh với một điểm nằm trên cạnh đối diện của tam giác đó. Định lý mang tên nhà toán học người Scotland Matthew Stewart, ông đã lần đầu tiên chứng minh định lý này vào năm 1746.

## Định lý
Gọi a, b, và c là độ dài các cạnh của 1 tam giác. Gọi d là độ dài của đoạn thẳng nối từ 1 đỉnh của tam giác với điểm nằm trên cạnh (ở đây là cạnh có độ dài là a) đối diện với đỉnh đó. Đoạn thẳng này chia cạnh a thành 2 đoạn có độ dài m và n, định lý Stewart nói rằng:
{\displaystyle b^{2}m+c^{2}n=a(d^{2}+mn)\,}
Định lý Apollonius là trường hợp đặc biệt khi d là độ dài của đường trung tuyến tam giác.

## Chứng minh
Một cách chứng minh định lý dựa vào định lý cos:
Gọi θ là góc giữa 2 cạnh m và d và θ′ là góc giữa n và d. Ta có θ′ là góc bù của θ và cos θ′ = −cos θ. Áp dụng định lý cos cho các góc θ và θ′ ta có
{\displaystyle {\begin{aligned}c^{2}&=m^{2}+d^{2}-2dm\cos \theta \\b^{2}&=n^{2}+d^{2}-2dn\cos \theta '\\&=n^{2}+d^{2}+2dn\cos \theta .\,\end{aligned}}}
Nhân biểu thức thứ nhất với n, biểu thức thứ hai với m, rồi cộng lại ta có
{\displaystyle {\begin{aligned}&b^{2}m+c^{2}n\\&=nm^{2}+n^{2}m+(m+n)d^{2}\\&=(m+n)(mn+d^{2})\\&=a(d^{2}+mn)\\\end{aligned}}}

## Mở rộng
Định lý Stewart là trường hợp đặc biệt của định lý Feuerbach-Luchterhand và là mở rộng của các định lý Pytago, định lý Apollonius.